# Linda S. Cordell
Linda Sue Cordell (* 11. Oktober 1943 in New York City, New York; † 29. März 2013 in Santa Fe, New Mexico) war eine amerikanische Archäologin und Anthropologin. Sie erforschte in erster Linie die Pueblo-Kultur im Südwesten der Vereinigten Staaten und war dabei an der University of New Mexico sowie an der University of Colorado Boulder tätig.

## Werdegang
Linda Sue Cordell wurde 1943 als Linda Sue Seinfeld in New York City geboren. In ihrer späteren Berufswahl wurde sie maßgeblich von ihrer Mutter, Evelyn Seinfeld Kessler, beeinflusst. Diese erhielt 1970 ihren Ph.D. von der Columbia University für eine Arbeit über mesoamerikanische Beziehungen im Südwesten und Südosten der USA (Mesoamerican Contacts in the American Southwest and Southeast) und war somit ebenfalls als Anthropologin tätig. Dabei promovierte sie unter Margaret Mead, die ihre Tochter als junges Mädchen kennenlernte.
Linda Cordell absolvierte ihr Grundstudium (undergraduate) an der George Washington University, das sie 1965 mit Auszeichnung abschloss (Bachelor of Arts). Währenddessen arbeitete sie als Assistentin in der Abteilung für Anthropologie des National Museum of Natural History und nahm 1964 an einer von Florence Hawley Ellis geleiteten Ausgrabung in New Mexico teil; eine Erfahrung, die nach eigener Aussage ihr Interesse am Südwesten der USA weckte. Nach ihrem Abschluss kehrte sie kurzzeitig nach New Mexico zurück, um dort im Sommer als Assistentin an Ausgrabungen beteiligt zu sein, ehe sie ein Master-Studium an der University of Oregon begann und dies 1967 erfolgreich abschloss. Im Anschluss wechselte sie an die University of California, Santa Barbara, an der sie 1972 mit einer Arbeit zu Veränderungen in Siedlungsmustern im Mesa-Verde-Nationalpark (Settlement Pattern Changes at Wetherill Mesa, Colorado) promovierte.
Bereits 1971 wurde sie von der University of New Mexico zur Assistenz-Professorin ernannt, an der sie in der Folge bis 1987 in Forschung und Lehre tätig war sowie ab 1982 als Leiterin der Abteilung für Anthropologie fungierte. 1987 übernahm sie diese Funktion an der California Academy of Sciences und blieb dort sechs Jahre, nur 1990 von einer Gastprofessur an der Stanford University unterbrochen. 1993 wechselte sie an die University of Colorado Boulder, wo sie als Professorin für Anthropologie sowie als Leiterin des naturhistorischen Museums der Universität tätig war. Nach 13 Jahren in Colorado trat sie 2006 in den Ruhestand und zog nach Santa Fe, um dort bis zu ihrem Tod am Santa Fe Institute sowie an der School for Advanced Research in Lehre und Forschung tätig zu sein.
Linda S. Cordell verstarb am 29. März 2013 in ihrem Haus in Santa Fe, während sie an einem wissenschaftlichen Aufsatz arbeitete.

## Forschungsschwerpunkte
Linda Cordells Forschungen hatten vor allem die präkolumbische Geschichte des Südwestens der USA zum Thema. Dabei beschäftigte sie sich vor allem mit der Anthropologie der Pueblo-Indianer, mit deren sozialer Organisation, deren Migration und Demographie sowie deren Kultur (insbesondere Keramiken). Im Rahmen ihrer Dissertation über Siedlungsmuster war sie eine der ersten, die Computersimulationen in die Archäologie bzw. Anthropologie einfließen ließen. Im Fachbereich der Archäobotanik befasste sich Cordell mit der Verbreitung und Nutzung der Maispflanze. Zudem verfasste sie diverse Fachbücher über die Archäologie des Südwestens bzw. die Pueblo-Indianer im Allgemeinen. Letztlich war sie auch wissenschaftshistorisch tätig und beleuchtete dabei insbesondere die Rolle von Frauen in der Archäologie.

## Ehrungen
Bereits während ihres Studiums an der George Washington University wurde Linda Cordell in die Ehrengesellschaft Phi Beta Kappa aufgenommen. 2001 erhielt sie den nach Alfred Kidder benannten A. V. Kidder Award for Eminence in American Archaeology der American Anthropological Association sowie 2004 den Byron S. Cummings Award von der Arizona Archaeological and Historical Society. 2005 wurde Cordell in die National Academy of Sciences und 2008 in die American Academy of Arts and Sciences aufgenommen. Ferner erhielt sie im Jahre 2009 den Lifetime Achievement Award der Society for American Archaeology.
Nach ihrem Tod wurden zwei Preise in ihrem Namen ausgelobt: Zum einen der Linda S. Cordell Prize für herausragende Fachbücher im Bereich Archäologie von der School for Advanced Research und zum anderen der Linda S. Cordell Memorial Research Award des Robert S. Peabody Museum of Archaeology aus Andover, der dem Rezipienten in einer Art Stipendium eine eingehende Forschung anhand des Museums-Inventars ermöglicht. Cordell war zuvor als wissenschaftliche Beraterin für das Museum tätig.

## Persönliches
Von 1965 bis 1970 war sie mit John Camblin Cordell verheiratet, dessen Familiennamen sie behielt; Kinder hatte sie nicht.